# Decauville Ponte Caffaro-Storo-Baitoni
La decauville Ponte Caffaro-Storo-Baitoni era un ferrovia a scartamento ridotto realizzata, durante la prima guerra mondiale, dall'esercito italiano. La decauville aveva uno scartamento di 60 cm e collegava i paesi di Ponte Caffaro - Storo - Baitoni per consentire il trasporto dei materiali da utilizzare sul Fronte delle Giudicarie.
La ferrovia fu realizzata verso la fine del 1915 e smantellata a fine della guerra, era composta da 3 tronconi e aveva una lunghezza complessiva di circa 15 km ed era gestita dalla 1ª Compagnia del 6º Reggimento Genio Ferrovieri. 
La decauville consentiva di caricare i materiali che venivano trasportati sul lago d'Idro tramite il piroscafo "Concordia".
Secondo i progetti dell'Esercito Italiano, avrebbe dovuto collegarsi con la Tranvia Tormini-Vestone-Idro.

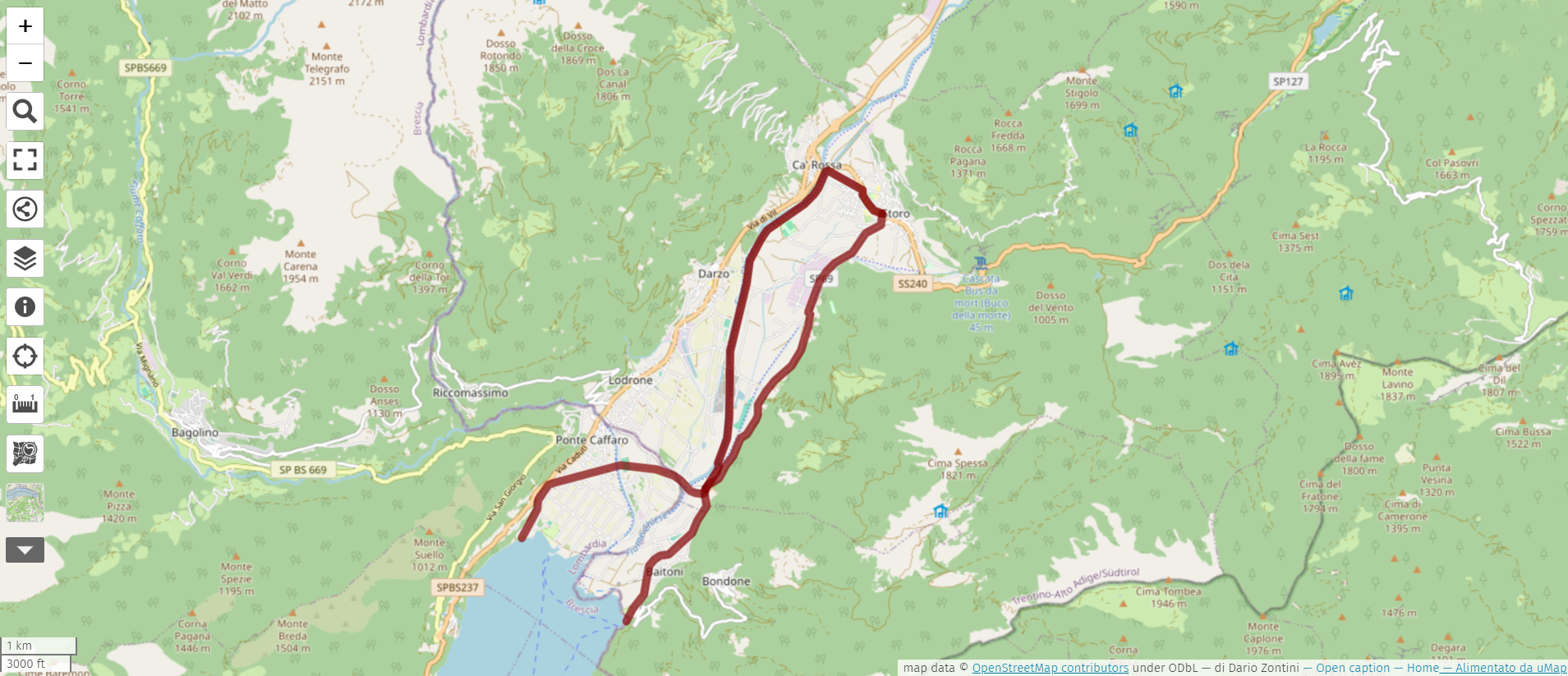
Tracciato della decauville realizzato con Umap